# Windsor County
Windsor County ist ein County im Bundesstaat Vermont der Vereinigten Staaten. Der Sitz der Countyverwaltung (County Seat) befindet sich in Woodstock. Das U.S. Census Bureau hat bei der Volkszählung 2020 eine Einwohnerzahl von 57.753 ermittelt.

## Geographie
Das County grenzt im Osten an New Hampshire und hat eine Fläche von 2527 Quadratkilometern, wovon 12 Quadratkilometer Wasserfläche sind. Es grenzt im Uhrzeigersinn an folgende Countys: Orange County, Grafton County (New Hampshire), Sullivan County (New Hampshire), Windham County, Bennington County, Rutland County und Addison County.

## Geschichte
Windsor County wurde im Februar 1781 aus Teilen des damals aufgelösten Cumberland County gebildet.
Während des Zweiten Weltkriegs bearbeitete Carl Zuckmayer als Exilant eine Farm in Windsor County.

## Demografische Daten
Nach der Volkszählung im Jahr 2000 lebten im County 57.418 Menschen. Es gab 24.162 Haushalte und 15.729 Familien. Die Bevölkerungsdichte betrug 23 Einwohner pro Quadratkilometer. Ethnisch betrachtet setzte sich die Bevölkerung zusammen aus 97,72 % Weißen, 0,33 % Afroamerikanern, 0,23 % amerikanischen Ureinwohnern, 0,63 % Asiaten, 0,03 % Bewohnern aus dem pazifischen Inselraum und 0,15 % Prozent aus anderen ethnischen Gruppen; 0,91 % stammten von zwei oder mehr ethnischen Gruppen ab. 0,82 % der Bevölkerung waren spanischer oder lateinamerikanischer Abstammung.
Von den 24.162 Haushalten hatten 29,20 % Kinder und Jugendliche unter 18 Jahre, die bei ihnen lebten. 52,70 % waren verheiratete, zusammenlebende Paare, 9,00 % waren allein erziehende Mütter. 34,90 % waren keine Familien. 28,10 % waren Singlehaushalte und in 11,10 % lebten Menschen im Alter von 65 Jahren oder darüber. Die Durchschnittshaushaltsgröße betrug 2,35 und die durchschnittliche Familiengröße lag bei 2,86 Personen.
|  |

Auf das gesamte County bezogen setzte sich die Bevölkerung zusammen aus 23,30 % Einwohnern unter 18 Jahren, 5,90 % zwischen 18 und 24 Jahren, 27,30 % zwischen 25 und 44 Jahren, 27,60 % zwischen 45 und 64 Jahren und 15,80 % waren 65 Jahre alt oder darüber. Das Durchschnittsalter betrug 41 Jahre. Auf 100 weibliche Personen kamen 94,80 männliche Personen, auf 100 Frauen im Alter ab 18 Jahren kamen statistisch 92,10 Männer.
Das jährliche Durchschnittseinkommen eines Haushalts betrug 40.688 USD, das Durchschnittseinkommen der Familien betrug 49.002 USD. Männer hatten ein Durchschnittseinkommen von 32.648 USD, Frauen 25.696 USD. Das Prokopfeinkommen betrug 22.369 USD. 7,70 % der Bevölkerung und 5,20 % der Familien lebten unterhalb der Armutsgrenze. 7,50 % davon waren unter 18 Jahre und 7,60 % waren 65 Jahre oder älter.

## Städte und Gemeinden
Zusätzlich zu den unten aufgeführten selbständigen Gemeinden existieren auf dem Gebiet des Windsor Countys auch noch mit eigenständigen Rechten versehene Villages, welches von den übergeordneten Towns mitverwaltet werden: Ludlow und Woodstock. Zudem gibt es für statistische Zwecke die Census-designated places: Ascutney, Bethel, Cavendish, Chester, Hartland, North Hartland, North Springfield, Norwich, Perkinsville, Proctorsville, Quechee, Rocheste, South Royalton, Springfield, White River Junction, Wilder und Windsor sowie die Unincorporated Villages Brownsville, Felchville, Gaysville, Hartford, Hartland Four Corners, Lewiston, North Pomfret, Plymouth Notch, South Woodstock, Weathersfield Bow und West Hartford.
| Ortschaft     | Status | Einwohner (2020) | Gesamte Fläche [km²] | Landfläche [km²] | Bevölkerungsdichte [Einwohner / km²] | Gründung      | Besonderheit |
| ------------- | ------ | ---------------- | -------------------- | ---------------- | ------------------------------------ | ------------- | ------------ |
| Andover       | Town   | 468              | 74,5                 | 74,4             | 7,6                                  | 13. Okt. 1761 |              |
| Baltimore     | Town   | 229              | 12,1                 | 12,0             | 19,0                                 | 19. Okt. 1793 |              |
| Barnard       | Town   | 992              | 126,6                | 126,0            | 7,8                                  | 17. Juli 1761 |              |
| Bethel        | Town   | 1.942            | 117,7                | 117,0            | 16,0                                 | 23. Dez. 1779 |              |
| Bridgewater   | Town   | 903              | 128,3                | 128,0            | 7,0                                  | 10. Juli 1761 |              |
| Cavendish     | town   | 1.392            | 102,8                | 102,2            | 14,0                                 | 12. Okt. 1761 |              |
| Chester       | town   | 3.005            | 144,8                | 144,2            | 21,0                                 | 22. Feb. 1754 |              |
| Hartford      | town   | 10.686           | 118,8                | 116,5            | 90,0                                 | 4. Juli 1761  |              |
| Hartland      | town   | 3.446            | 117,3                | 116,2            | 29,6                                 | 10. Juli 1761 |              |
| Ludlow        | Town   | 2.172            | 92,5                 | 91,1             | 23,0                                 | 16. Sep. 1761 |              |
| Norwich       | Town   | 3.612            | 115,7                | 115,1            | 31,0                                 | 4. Juli 1761  |              |
| Plymouth      | Town   | 641              | 126,1                | 124,6            | 5,1                                  | 6. Juli 1761  |              |
| Pomfret       | Town   | 916              | 102,2                | 102,0            | 9,0                                  | 8. Juli 1761  |              |
| Reading       | Town   | 687              | 107,9                | 107,4            | 6,4                                  | 6. Juni 1761  |              |
| Rochester     | Town   | 1.099            | 148,6                | 147,8            | 7,4                                  | 30. Juli 1781 |              |
| Royalton      | Town   | 2.750            | 106,0                | 104,5            | 26,0                                 | 13. Nov. 1769 |              |
| Sharon        | Town   | 1.560            | 104,0                | 102,7            | 15,0                                 | 17. Aug. 1761 |              |
| Springfield   | Town   | 9.062            | 128,0                | 128,0            | 71,0                                 | 20. Aug. 1761 |              |
| Stockbridge   | Town   | 718              | 121,5                | 118,9            | 6,0                                  | 21. Juli 1761 |              |
| Weathersfield | Town   | 2.842            | 114,5                | 113,0            | 25,0                                 | 20. Aug. 1761 |              |
| West Windsor  | Town   | 1.344            | 64,0                 | 63,8             | 21,0                                 | 26. Okt. 1848 |              |
| Weston        | Town   | 623              | 91,1                 | 90,6             | 6,8                                  | 26. Okt. 1799 |              |
| Windsor       | Town   | 3.559            | 51,1                 | 50,4             | 70,0                                 | 6. Juli 1761  |              |
| Woodstock     | Town   | 3.005            | 115,6                | 114,9            | 26,0                                 | 10. Juli 1761 | County Seat  |